# Gulbröstad snäppa
Gulbröstad snäppa (Calidris bairdii) är en liten, i huvudsak amerikansk vadare i familjen snäppor. Den häckar på tundran från östligaste Sibirien till västra Grönland. Vintertid flyttar den till Sydamerika. Fågeln är en sällsynt gäst i Europa, med bland annat elva fynd i Sverige. IUCN kategoriserar den som livskraftig.

## Utseende och läte

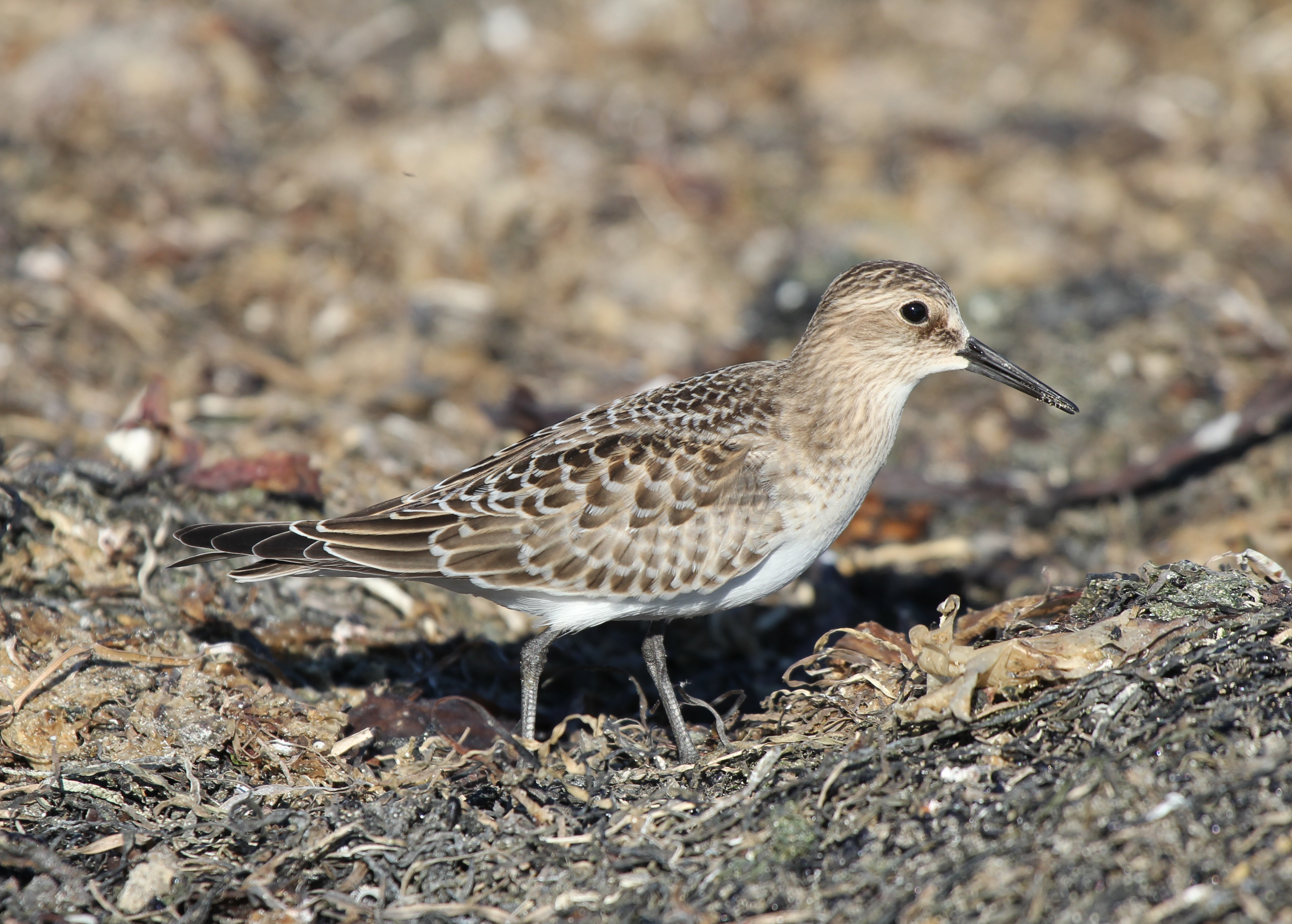
Juvenil gulbröstad snäppa. Notera den ljusa fläcken över tygeln, det jämnt ljusfjälliga ovansidan och den långa handpenneprojektionen.

Adulta fåglar mäter 14–17 centimeter och har svarta ben och en liten tunn mörk näbb. Sedd framifrån eller bakifrån har den en karaktäristisk tillplattad oval kroppsform. Den är mörkbrunt vattrad på ovansidan med oregelbundna svarta fläckar och mestadels vit undertill med mörk stjärt och svart övergump med vita kanter. Huvudet och bröstet är mörkt streckat på ljusbrunt till gulbrun botten och den har en vit haklapp och ofta en vit fläck ovanför den mörka tygeln. Denna vita fläck fortsätter ofta i ett svagt ljust ögonbrynsstreck. I vinterdräkt är den ljusare gråbrun på ovansidan. Den juvenila fågeln har tydlig ljusbeige grundton på huvudet och bröstet och ovansidan är gråbrun med starkt kontrasterande vita fjäderspetsar. 
Arten kan vara svår att i fält skilja från andra mindre Calidris-vadare, exempelvis sandlöparen. Ett av dess särdrag är att den har lång handpenneprojektion, det vill säga att den har mycket långa vingar som sträcker sig längre än stjärten när fågeln befinner sig på marken. Bland de mindre Calidris-vadarna delar den detta fältkännetecken endast med vitgumpsnäppa (C. fuscicollis) som skiljer sig från gulbröstad snäppa då den har ett tydligare vitt ögonbrynsstreck, gråare fjäderdräkt och en helvit övergump.
Gulbröstad snäppa har ett kort surrigt drillande lockläte i flykten som låter ungefär "prrrit".

## Utbredning
Gulbröstad snäppa häckar på den norra tundran från allra östligaste Sibirien och österut till västra Grönland. Den är en flyttfågel som övervintrar i Sydamerika. Fågeln påträffas tillfälligt i Västeuropa.

### Förekomst i Sverige
Elva individer av gulbröstad snäppa har genom åren godkänts som spontant förekommande i Sverige fram till och med 2018. Den första observerades 1982 i augusti på Stora Ören på Öland. Övriga fynd har gjorts på Gotland, samt i Skåne, Halland och Hälsingland och fyra av fynden har gjorts i oktober.

## Ekologi
Gulbröstad snäppa återfinns ofta på torra platser med låg vegetation, så även på flytten, men även på stränder och tångbankar. Redet är en uppskrapad grop direkt på marken. Äggen som oftast är fyra till antalet är ljust gråbruna med mörka rödbruna oregelbundna fläckar. Båda föräldrarna ruvar äggen tillsammans i 19–22 dygn. De födosöker genom att patrullera gyttjiga stränder där de plockar upp föda som de lokaliserar med synen. Den lever främst av insekter och mindre kräftdjur.

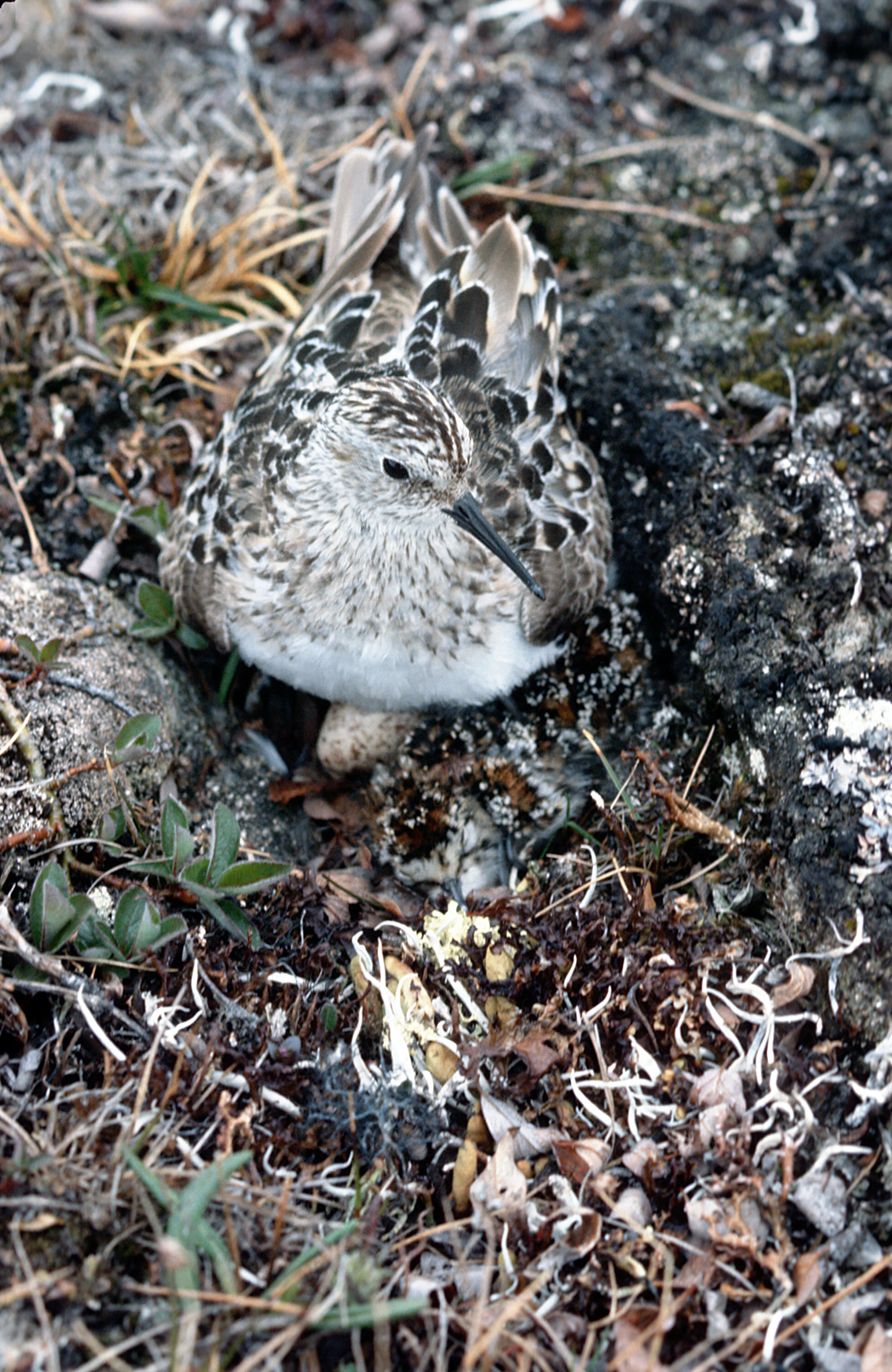
Gulbröstad snäppa på bo.

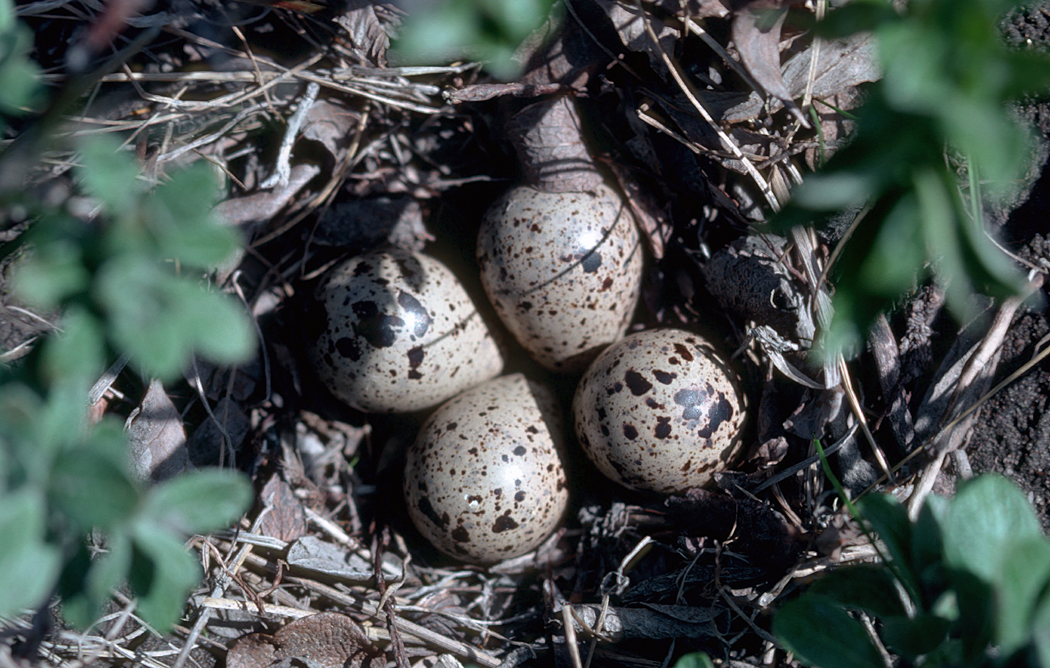
Rede med de normalt fyra äggen.

## Status och hot
Arten har ett stort utbredningsområde och en stor population med stabil utveckling. Utifrån dessa kriterier kategoriserar IUCN arten som livskraftig (LC). Världspopulationen tros bestå av mellan 1,2 och 1,5 miljoner adulta individer.

## Namn
Sitt vetenskapliga namn har den fått efter naturalisten Spencer Fullerton Baird som var verksam på 1800-talet.